# CELAG
El Centre Estratègic Llatinoamericà de Geopolítica (abreujat CELAG) és una institució acadèmica dedicada a l'anàlisi dels fenòmens polítics, econòmics i socials dels països de l'Amèrica Llatina i el Carib. Fundat l'any 2014, el seu director executiu és l'economista Alfredo Serrano Mancilla. És un dels principals centres de recerca de la regió en matèria d'anàlisi geopolítica i estudis demoscòpics.

## Història
El CELAG compta amb equips de recerca a l'Argentina, Bolívia, Colòmbia, Equador, Mèxic, Xile, Paraguai i Veneçuela, encara que la seva tasca s'estén a tots els països del subcontinent, al Carib i als Estats Units d'Amèrica. L'organigrama inclou un Consell Consultiu format per Rafael Correa, Álvaro García Linera, Emir Sader, Camila Vallejo, Atilio Borón, Gustavo Petro i Juan Carlos Monedero, entre d'altres personalitats polítiques.
El projecte LatinMod és un microsimulador de polítiques fiscals per a Llatinoamèrica que avalua l'impacte en les condicions econòmiques i socials de les llars si es modifiqués un impost o una transferència pública. CELAG es troba abordant un procés de coordinació amb EuroMod, un microsimulador per als països de la Unió Europea desenvolupat per la Universitat d'Essex amb l'objectiu de realitzar aquesta translació sobre la base del seu marc computacional.
CELAG també ofereix cursos de formació en línia a través del campus virtual com ara Eines d'anàlisi política, Anàlisi econòmica llatinoamericana, Amèrica Llatina i el Carib a la geopolítica estatunidenca, Amèrica Llatina a la geopolítica de les migracions, Geopolítica i integració regional i Introducció a la comunicació política. L'expresident d'Equador Rafael Correa i el politòleg Pablo Iglesias hi col·laboren com a professors convidats.